# Carnières Communal Cemetery
Le cimetière «  Carnières Communal Cemetery » est un cimetière militaire  de la Première Guerre mondiale situé sur le territoire de la commune de Carnières (Nord).

## Localisation
Ce cimetière est situé à l'est du village, à l'arrière du cimetière communal.

## Historique
Occupé dès la fin août 1914 par les troupes allemandes, le village de Carnières est resté loin du front jusqu'au 10 octobre 1918, date à laquelle  les positions allemandes qui défendaient la ville ont été attaquées par les troupes britanniques. Les combats ont duré plusieurs jours, jusqu'à la prise finale du village. Ce cimetière a été créé à cette date. 

## Caractéristique
Le cimetière contient 54 sépultures de soldats de la Première Guerre mondiale tombés lors de la libération du village.

## Sépultures
| Pays        | Sépultures |
| ----------- | ---------- |
| Royaume-Uni | 54         |

### Liens Externes
http://www.inmemories.com/Cemeteries/carnieres.htm